# Обіцяю бути!
«Обіцяю бути!» (рос. «Обещаю быть!») — радянський дитячий художній фільм, поставлений на Кіностудії ім. М. Горького у 1983 році.

## Сюжет
Розповідь про підлітків, які проводили літні канікули в піонерському таборі, про їхні взаємини зі своїм наставником — молодим хлопцем, який працює на заводі.

## У ролях
- Володимир Носик — Володимир Калінін
- Марія Виноградова — Тамара Тимофіївна, начальник піонертабору
- Євгенія Сабельникова — Ольга Сергіївна, вихователька
- Олена Старостіна — Галя, старша вожата
- Віктор Проскурін — Альберт Жмуркін, вчитель фізкультури
- Борис Новиков — Кузьмич, сторож
- Микола Волков — Віктор Сергійович, ветеран
- Сергій Єльцов — Сергій Васильович Єльцов, баяніст
- Олександр Асланов — епізод
- Елла Аймалетдінова — Таня Чеботарьова
- Антон Абрамов — епізод
- Анатолій Богданов — епізод
- Дмитро Бородін — Діма Бородін
- Олександр Воробйов — піонер
- Ольга Дольникова — Світа Єгорова
- Ольга Івашкина — Люба Крючкова
- Андрій Карачинський — епізод
- Маргарита Лобко — Марина Вишнякова
- Іван Охлобистін — Міша Стрекозін
- Ірина Шклярова — Валя Смирнова, голова ради загону
- Олександр Сірін — піонервожатий
- Олександр Вдовін — епізод
- Анна Калініна — епізод
- Наталія Крачковська — представниця шефської організації
- Віктор Уральський — ветеран
- Роман Кіжутін — епізод
- Євген Кіжутін — епізод
- Тетяна Мерзлікіна — епізод
- Юлія Гордєєва — епізод
- Лілія Родіонова — епізод
- Ольга Голубєва — епізод

## Знімальна група
- Режисер:  В'ячеслав Максаков
- Сценарист:  В'ячеслав Максаков
- Оператор:  Костянтин Арутюнов
- Композитор:  Володимир Комаров
- Художник:  Арсеній Клопотовський